# 美少女萬華鏡 -理與迷宮的少女-
《美少女萬華鏡 -理與迷宮的少女-》，下稱《理與迷宮的少女》，是ωstar開發的日本成人遊戲，亦是《美少女万华镜》系列的第5部作品（最終作）。當中由八寶備仁負責原畫，擔當編劇。
《理與迷宮的少女》擁有多條劇情分支路線，每條路線皆有一系列預先設定的場景和人物互動。其主要聚焦於三名女主角莲华、月丘香恋、菜菜山萌世歌跟玩家角色深见夏彦的互動，並刻畫了角色之間的性行為。整個故事以深见的視角作切入點。他是個惊悚作家，在從編輯月丘那邊聽到女子学园的怪異事件後，決定跟其他人一起對之進行調查。
這部遊戲在發售後隨即登上日本美少女遊戲暨動漫相關商品銷售網站Getchu屋當月視覺小說銷量排行榜的第2位，並成為2020年該網站第5暢銷的視覺小說。在2020年Getchu屋美少女遊戲大獎上，這部作品亦有上榜記錄。

## 系統

《理與迷宮的少女》的遊玩介面，圖中女主角菜菜山萌世歌正在跟玩家角色深見夏彥和蓮華進行對話。

《理與迷宮的少女》採取戀愛冒險的遊玩方式。玩家所扮演的是本作的男主角深見夏彥。基本上玩家在遊玩的時候都需閱覽屏幕上所顯示的文本和聆聽對話，用以了解故事情節和人物之間的對話。聲音和文字會與人物拼合圖和背景一同出現，用以表示深見跟誰對話。玩家會在故事中遇見代替背景和人物拼合圖的CG。《理與迷宮的少女》擁有多條劇情分支路線，每條路線的结局皆有所不同。玩家的選擇最終會影響進入哪條路線，从而影響结局。
本作角色之間的關係亦帶有一定性意味。有關場景包括口交、乳交、性交等等。玩家在某些預設的段落中須選擇行為選項，對話框的下一段文本在做出選擇前並不能夠顯示。玩家必須反覆載入選項頁面並選擇不同的選項，才能夠觀覽存於不同路線的劇情。《理與迷宮的少女》擁有幾個不同的結局。

## 故事

### 蓮華線
深見夏彥等人在參與作家兼偵探皇公晓的文学奖庆功宴時，從编辑月丘香恋的口中得知私立赞咲良学园所發生的怪奇事件。於是他便跟蓮華、皇等人前往那間学园進行調查，之後發現該間學校的學生都沉迷於繪畫狐狸神明圖案，因為他們認為這樣不斷畫的話願望就會成真。不過一旦他們不再繪畫狐狸神明圖案，那麼就會招來橫禍。他們一行人最終找到了讓學生沉迷於此的犯人——菜菜山萌世歌。
菜菜山因為自家被縱火而喪親，並在町上被人責備，指他們一家因為做得太多錯事，故罪有應得，有關傳言亦擴散至網上。某一天，她找到一塊寄宿着九尾妖狐靈魂碎片的殺生石，她則讓有着同样怨恨的九尾妖狐附在自己身上，並以吸取學生靈魂的方式讓自己的力量增強，以備實力報復世界。
在調查過程中一直旁觀的蓮華則打算在深見的協助下，消除學生的詛咒，並獨自對付妖狐。不過由於前者消耗她不少靈力，致使她的力量不敵妖狐。就在蓮華快要打輸之際，主角深见突然出現，為她擋下攻撃，自己的靈魂因此而受創。妖狐則為此而出現破綻，被蓮華淨化。蓮華及後把深見帶進自己的万华镜，以性交等手段為他恢復靈力。蓮華及後向他說明他們倆是輪迴轉世多次的情侶，不過每次皆因命運而無法善終。而妖狐正是她前世靈魂的碎片。
深见在之前不同的萬華鏡世界內學會了何謂「愛」。致使他相信他跟蓮華的命運終有一世會打破。他繼決定跟蓮華一同留在生與死的夾縫（萬華鏡內），一起轉世。深見在下一世中再遇見蓮華的轉世，兩人終結為連理。

### 其他路線
- 香戀線－深見跟編輯月丘香戀成為了戀人[29]。蓮華則有時因此而感到寂寞[30]。他亦不時跟月丘一起調查怪奇事件[31]。而蓮華則在消除皇對事件的推理相關記憶後[32]，自行對抗妖狐，並取得勝利[33]。接着深見一行人則認為這只是普通的都市傳說，選擇回到東京，不再調查[34][35]。
- 萌世歌線－深見在步入萌世歌的神社的過程中，回憶起前世的事[36]。想起自己曾在前世跟妖狐相戀[37]，不過卻對萌世歌自稱自己就是妖狐一事有所懷疑[38]。萌世歌在與深見性交後，便以永遠在一起為由發動力量，令深見死去[39][40]。

## 主要角色
深見夏彥
新人小說家，性格沉稳，擅於撰寫驚悚小說。此前曾進入不同的萬華鏡世界。跟蓮華在前世多次成為不可善終的情侶。
蓮華（聲優：真中海）
經常在深見入住的旅馆中出現的美少女，有點毒舌。她的萬華鏡能淨化怨念。跟深見在前世多次成為不可善終的情侶。
菜菜山萌世歌
私立赞咲良学园的学生。讓學生沉迷於繪畫狐狸神明圖案的犯人，於故事中被九尾妖狐附身。
月丘香戀
杂志《妖》的编辑，對编辑這份工作十分認真。對人亦很溫柔。易害羞。

## 開發
《理與迷宮的少女》由ωstar負責開發，它的劇本由撰寫，八寶備仁則負責策劃和描畫原畫。背景音樂由秋山裕和及むにょっ共同擔當。由系列第一部伊始便一直採用的片尾曲則由獻唱。
製作團隊在《美少女萬華鏡》的前四作當中都把深見夏彥設定為故事的引路人，故此，他們需在本作當中為他設定一套性格——這使得他們很難為《理與迷宮的少女》撰寫一份完善的劇本，並令他們曾把原先的劇本推倒一次重寫。有份協助吉祥寺撰寫劇本的八寶備表示，他們在編寫這部作品時需在「與前作相關」和「成為獨立故事」這兩點上把握好平衡。
八寶備為這部作品描畫原畫的時間編排很緊湊——這部作品原定在2020年3月開售，但到了2月還有100張左右的分鏡要指定。他們最終因此決定把這部作品延期開售，並在4月開始進行CG修正。在5月時則進行演出測試，八寶備在試玩過後雖認為遊戲整體上「不錯」，但亦為了提升遊戲質量而在最後進行一些修正。

### 設計
由於蓮華起初只是以故事引路人的身份登場，並且為製作團隊於約10年前繪製出來，所以他們為了讓她成為《理與迷宮的少女》的主角，而需在這部作品中為她構想出一套的完整設定，把她外表的一些細節改變。由於他們在這部作品中加入了皇公曉這名腦袋很靈光的偵探角色，故此他們在蓮華的背景設定上下了一番苦功，以望「設定得令人信服」。
八寶備在繪製色情場景的原畫時，會以把自己的性幻想直接傳達給玩家的心態去製作，不過因此也增加了其他製作人員的負擔。而他在繪製蓮華的色情場景時，會側重於以全身來表達色情感。不過他也發現很難把少女體形的蓮華畫好。

## 發行
《理與迷宮的少女》原定在2020年3月27日開售，不過後來因為製作工序還未完成，而決定把發售日推遲到5月29日。八寶備後來表示，他原本想把這部作品放在5月1日連假日發售，不過後來因為有消息指這樣安排會令這部作品難以買出，故最終決定把發售日定為5月29日。正式版於5月29日如期發行，同時兼容Windows 7/8/8.1/10。預訂版則會附送以蓮華為主題的文件套。2020年8月28登陸DLsite。
官方簡體中文版由「正经同人」社团跟ωstar合作製作，在2020年9月29日於DLsite上正式公開。Steam版則在2021年6月20日開售，同樣支援簡體中文。

## 評價
Now電玩的特約編輯九艘跳讚揚《理與迷宮的少女》的劇情，認為它甚具「張力」和「筆力」。他亦表示色情場景跟前作一樣「實用」和「唯美」，對八寶備的表現表示讚賞。4gamers的特約作者「許可」則寫道，儘管本作的劇情評價兩極，但他同樣对它的色情場景表示好評，認為它們「在品質、數量以及精緻度更是上升了一個檔次」。
《理與迷宮的少女》在日本美少女遊戲暨動漫相關商品銷售網站Getchu屋上被票選為2020年5月度最佳美少女遊戲，並在「2020年Getchu屋美少女遊戲大獎」上獲得綜合部門第12位；圖像部門第3位；在色情部門排行榜上則排在第6位。還獲選2020 DLsite Award的美少女遊戲部門「最佳擼菜遊戲獎」。

### 銷量
《理與迷宮的少女》同在Getchu屋的2020年5月最暢銷視覺小說遊戲排行榜上排行第2位，6月時亦躋身於排行榜的第10位。到了2020年全年銷售量排行榜時則是第5位。遊戲日文版在DLsite美少女遊戲類別銷量獲得當月第5位，中文版獲得則為當月第1位和2020年第8位，

## 外部連結
- 官方网站：中文、日文
- 《美少女萬華鏡 -理與迷宮的少女-》在視覺小說數據庫的頁面 （英文）